# Isolepis humbertii
Isolepis humbertii är en halvgräsart som först beskrevs av Henri Chermezon, och fick sitt nu gällande namn av Jean Raynal. Isolepis humbertii ingår i släktet borstsävssläktet, och familjen halvgräs. Inga underarter finns listade i Catalogue of Life.